# Chiquimula Airport
Chiquimula Airport är en flygplats i Guatemala.   Den ligger i departementet Departamento de Chiquimula, i den centrala delen av landet, 100 km öster om huvudstaden Guatemala City. Chiquimula Airport ligger 857 meter över havet.
Terrängen runt Chiquimula Airport är lite bergig. Runt Chiquimula Airport är det ganska tätbefolkat, med 70 invånare per kvadratkilometer. Närmaste större samhälle är Chiquimula, 9,4 km sydost om Chiquimula Airport. Trakten runt Chiquimula Airport består till största delen av jordbruksmark.